# Office有鬼
《Office有鬼》（英語：Haunted Office）是一部2002年上映的香港恐怖電影，由麥子善、劉寶賢及不是女人擔任導演，主演包括莫文蔚、馮德倫、陳小春、舒淇、苑瓊丹等。

## 大綱
- 第一單元：最後一格

Pat（莫文蔚飾）剛到這幢樓的一家證券公司工作，發現女同事都不用的最後一個格，因為那裡「不乾凈」，阿潘剛開始不明白其中含義，後來聽說今年先後有兩名女子用此廁格后離奇自殺死去，而每年都會有三個人因為在使用過這個最後一間廁所自殺而死，今年的第三個自殺者究竟是誰呢？
- 第二單元：準時上班

在公司服務了45年的Mary姐到了年底就可退休回鄉養老，老闆之子為了省卻這筆可觀的退休金，想法子辭退了她。Mary姐因聚餐之後撞車而死後，第二天竟如常上班，原來她並非不是想要報仇，只是因為擔心老闆所以還是準時上班......
- 第三單元：選擇

Ken第一天到電玩公司上班，在大堂看見白衣女子和紅衣女子，紅衣的比白衣的美麗得多。紅衣女子告訴他自己撞有陰陽眼，白衣女子是鬼，還逼她跳樓。在她跳下去的時候，Ken也跟著跳。到自己死後才發現紅衣女子才是鬼......

## 演員表
| 演員               | 角色    | 簡介                                           |
| 第一單元：最後一格 |         |                                                |
| 莫文蔚             | 阿Pat   | 第一單元女主角，今年第8位死亡者                |
| 苑瓊丹             | 芭姐    | 女鬼                                           |
| 陸劍青             |         |                                                |
| 余世騰             |         |                                                |
| 第二單元：準時上班 |         |                                                |
| 陳小春             | Richard | 第二單元男主角，公司老闆典型二世祖與王清為同學 |
| 羅蘭               | Mary姐  | 公司老臣子，車禍死者                           |
| 李煒尚             | 王清    | 與Richard為同學，車禍死者                      |
| 黃琛瑜             |         | Richard的女朋友，車禍死者                      |
| 黃華和             | 老陳    | 公司老臣子，車禍死者                           |
| 第三單元：選擇     |         |                                                |
| 馮德倫             | Ken     | 第三單元男主角，今年第9位死亡者                |
| 舒淇               | 阿珊    | 紅衣女子，第三單元女主角，結尾成功投胎         |
| 江美儀             |         | 白衣女子                                       |

## 外部連結
- 香港影庫上《Office有鬼》的資料（繁體中文）
- 互联网电影数据库（IMDb）上《Office有鬼》的资料（英文）
- 豆瓣电影上《Office有鬼》的資料 （简体中文）
- 时光网上《Office有鬼》的資料（简体中文）